# Thyrsopteris
Genre
Synonymes
- Chonta Molina, 1782[1]
- Panicularia Colla, 1836[1]

Thyrsopteris est un genre de fougères de la famille des Thyrsopteridaceae, qui ne comprend qu'une seule espèce vivante, Thyrsopteris elegans, endémique de l'Archipel Juan Fernández, et plusieurs espèces fossiles.

## Liste des espèces
Selon GBIF (7 mars 2021) :
- Thyrsopteris angustifolia Fontaine
- Thyrsopteris angustiloba Fontaine
- Thyrsopteris antiqua Menéndez
- Thyrsopteris bella Fontaine
- Thyrsopteris brevifolia Fontaine
- Thyrsopteris crassinervis Fontaine
- Thyrsopteris decurrens Fontaine
- Thyrsopteris densifolia Fontaine
- Thyrsopteris dentatata Fontaine
- Thyrsopteris dentifolia Fontaine
- Thyrsopteris distans Fontaine
- Thyrsopteris divaricatus Fontaine
- Thyrsopteris elegans Kunze
- Thyrsopteris elliptica Fontaine
- Thyrsopteris heteroloba Fontaine
- Thyrsopteris heteromorpha Fontaine
- Thyrsopteris insignis Fontaine
- Thyrsopteris latiloba Fontaine
- Thyrsopteris murrayana Fontaine
- Thyrsopteris nervosa Fontaine
- Thyrsopteris pachyphylla Fontaine
- Thyrsopteris pecopteroides Fontaine
- Thyrsopteris pinnatifida Fontaine
- Thyrsopteris rarinervis Fontaine
- Thyrsopteris retusa Fontaine
- Thyrsopteris rhombifolia Fontaine
- Thyrsopteris rhombiloba Fontaine
- Thyrsopteris sphenopteroides Fontaine
- Thyrsopteris variens Fontaine